# Нечаев, Константин Николаевич
Константин Николаевич Нечаев (1 января 1884, Казань — 24 октября 1956, Новосибирск) — советский композитор, музыкальный общественный деятель, педагог, член Союза композиторов СССР (1940).

## Биография
Родился 1 января 1884 года в Казани. В 1909 году окончил Московский университет (юридический факультет), в 1912 — Музыкально-драматическое училище Московского филармонического общества (по классу композиции).
С 1938 по 1940 учился в заочном музыкально-педагогическом училище Ленинграда.
Умер 24 октября 1956 года в Новосибирске. Похоронен на Заельцовское кладбище (квартал 65).

## Вклад в музыкальное образование Сибири
Нечаев был в числе первых музыкальных просветителей и одним из основателей музыкального образования в Сибири.
В 1917—1918 году был сооснователем и преподавателем Народной консерватории в Барнауле, руководил учебной частью и вёл обучение в музыкальной школе (1920—1934). В 1920 году — руководитель музыкальной части Дворца культуры, был организатором оркестра и капеллы.
С 1934 года — преподаватель музыкальных учебных заведений Новосибирска: школы, училища и консерватории.